# Segona Divisió d'Andorra
La Segona divisió andorrana de futbol (oficialment i per motius de patrocini: Segona Divisió i Lliga UNIDA), és la divisió immediatament inferior a la màxima categoria del campionat de lliga d'Andorra, la Lliga Nacional de Futbol. Està organitzada per la Federació Andorrana de Futbol i es disputa des del 1999. Està formada per 11 equips.

## Equips de la temporada 2022-23
| Equip                  | Localitat              |
| ---------------------- | ---------------------- |
| CE Carroi              | Andorra la Vella       |
| CF Atlètic Amèrica     | Escaldes               |
| CF Esperança d'Andorra | Andorra la Vella       |
| FC Encamp              | Encamp                 |
| FC Ordino B            | Ordino                 |
| FC Santa Coloma B      | Santa Coloma d'Andorra |
| FC Pas de la Casa      | Encamp                 |
| FS La Massana          | La Massana             |
| Futbol Club Rànger's   | Andorra la Vella       |
| UE Engordany B         | Escaldes-Engordany     |
| UE Santa Coloma B      | Andorra la Vella       |

## Palmarès
- 1999-00 FC Lusitans
- 2000-01 FC Rànger's
- 2001-02 Racing d'Andorra (es va dissoldre al final de la temporada, en el seu lloc va pujar el FC Cerni)
- 2002-03 UE Engordany
- 2003-04 Atlètic Club d'Escaldes
- 2004-05 FC Santa Coloma B (no va pujar en ser filial. La UE Extremenya va ocupar el seu lloc)
- 2005-06 FC Encamp
- 2006-07 Casa Estrella del Benfica
- 2007-08 UE Santa Coloma
- 2008-09 FC Encamp
- 2009-10 Casa Estrella del Benfica
- 2010-11 FC Lusitanos B
- 2011-12 FC Encamp
- 2012–13 FC Ordino
- 2013-14: UE Engordany
- 2014-15: Penya Encarnada d'Andorra
- 2015-16: CE Jenlai
- 2016-17: Inter Club d'Escaldes
- 2017-18: FC Ordino
- 2018-19: Atlètic Club d'Escaldes
- 2019-20: Penya Encarnada d'Andorra
- 2020-21 La Massana